# 夢の酒
夢の酒（ゆめのさけ）は古典落語の演目の一つ。別題は『夢の悋気』。原話は、安永3年に出版された笑話本・「仕方咄」の一遍である『夢』。
主な演者には、8代目桂文楽などがいる。

## あらすじ
若旦那の徳三郎が居眠りをしていると、女房のお花が揺り起こし、寝言を言っていたがどんな夢を見ていたのかと尋ねる。
絶対に怒らないよう念を押し、若旦那は夢の内容を語る。向島のほうへ用足しに行ったところ雨に降られ、とある家に招かれて雨宿りをさせてもらうとそこに、若旦那に恋い焦がれているという美しい御新造が現れた、普段は酒を飲まない若旦那だが勧められて酒を飲み、酔った若旦那が布団を敷いてもらって休んでいるとそこに御新造が入り込んで来た、という夢だった。
夢の話にもかかわらずお花は激怒し、騒ぎを聞いた大旦那が「お花、何で大きな声を出すんだ？店にまで聞こえたよ」と言って奥に来てお花に訳を聞いて仲裁に入る。お花は大旦那に向かって、粟島様の上の句を詠めば人の夢の中に入れるそうだから若旦那の夢の中に入ってその御新造に「若旦那に手を出すな」と言ってくれ、と頼む。大旦那が言うとおりにして眠ると本当に若旦那の夢の中に入ってしまい、美しい御新造に会えてうれしくなる。御新造は酒の燗がつくまでのつなぎにと冷や酒を勧めてくれるがそれを断ったところでお花が大旦那を起こす。大旦那が「惜しい事をしたものだ」と残念がるのでお花が「もしかしてご意見するときに起こしてしまいましたか？」問うと、大旦那が「いいや、冷やでもよかった」。

## 淡島様の上の句
われたのむ　人の悩みの　なごめずば　世にあはしまの　神といはれじ
と、言うのが、『淡島様の上の句』である。

## 夢
「夢金」や「浮世床」など、夢と現実が入り混じる話が落語には多い。
しかし、この噺のように叙情的な落語は珍しく、また、二人の人間が『同じ夢の世界』に行く…という荒唐無稽な点が特徴的である。
元々は『夢の瀬川』と言う話の一部だったものが、独立して一つの噺となった。